# Cloud Chasers
Cloud Chasers est un jeu vidéo de type rogue-like développé et édité par Blindflug Studios, sorti en 2015 sur iOS et Android.

## Système de jeu
Un père et sa fille traversent cinq déserts pour rejoindre la ville au-dessus des nuages. Le joueur les dirige et doit faire face à des rencontres inattendues, gérer les réserves d'eau et faire du troc dans les villages qui parsèment leur parcours.

## Accueil

### Critique
- Canard PC : 7/10[1]
- Pocket Gamer : 8/10[2]

### Prix
Le jeu a reçu de nombreuses distinctions, entre autres, le GDC Best in Play Award, le prix des European Indie Game Days et une sélection à l'IndieCade.